# Lemieszów
Lemieszów [pronunciación en polaco: /lɛˈmjɛʂuf/] es un pueblo ubicado en el distrito administrativo de Gmina Uchanie, dentro del condado de Hrubieszów, voivodato de Lublin, en el este de Polonia. Se encuentra a unos 6 kilómetros al este de Uchanie, a 15 kilómetros al noroeste de Hrubieszów, y a 89 kilómetros al sureste de la capital regional Lublin.